# Gustav Adolf Kenngott

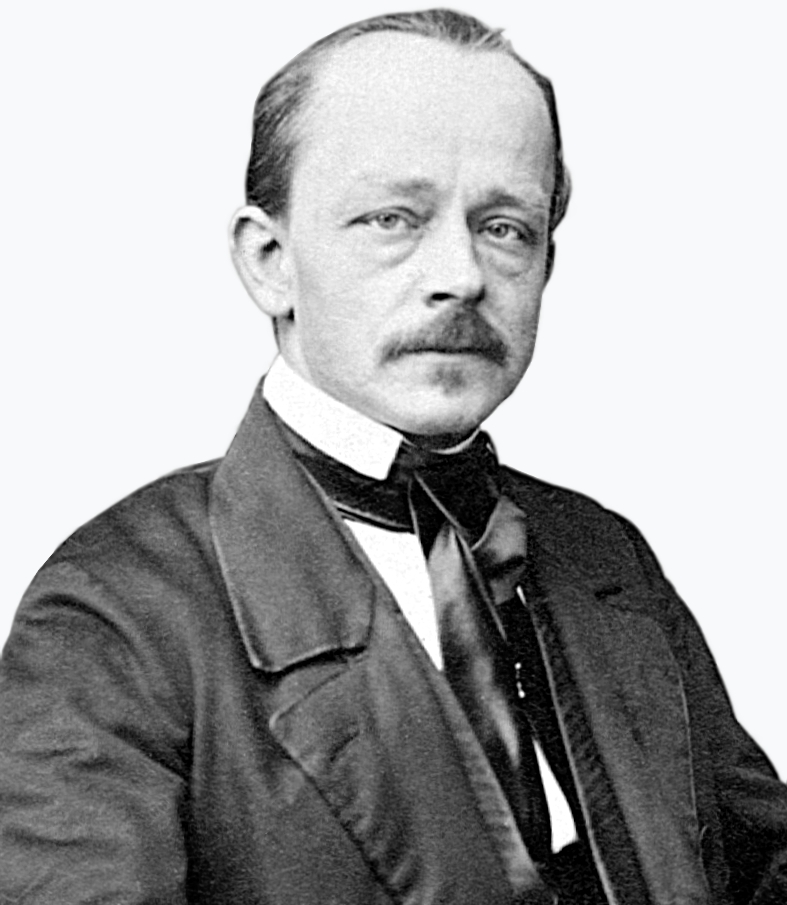
Gustav Adolf Kenngott

Gustav Adolf Kenngott, född 6 januari 1818 i Breslau, död i mars 1897, var en tysk mineralog.
Kenngott blev 1844 docent i Breslau, flyttade 1850 till Wien och samma år till Pressburg som professor vid denna stads högre realskola, men återvände 1852 till Wien som kustosadjunkt vid hovmineraliekabinettet. År 1856 blev han professor i mineralogi vid Polytechnikum i Zürich samt 1857 tillika ordinarie professor vid därvarande universitet. År 1872 utsågs han till direktor för dessa läroanstalters förenade mineralogiska, geologiska och paleontologiska samlingar samt var 1875-91 direktor för Polytechnikum. Kenngott främjade i hög grad kristallografins framsteg. 